# Ziziphus kunstleri
Ziziphus kunstleri är en brakvedsväxtart som beskrevs av George King. Ziziphus kunstleri ingår i släktet Ziziphus och familjen brakvedsväxter. Inga underarter finns listade i Catalogue of Life.